# ホルテンシウス (キケロ)
『ホルテンシウス』（羅: Hortensius）は、古代ローマのキケロの著作。前45年成立。アリストテレス『哲学のすすめ』に倣い、読者に哲学をすすめるプロトレプティコス作品。後世のアウグスティヌスに感銘を与えたことで知られる。断片のみ現存する。

## 成立
本書はキケロ最晩年の前45年（前43年に暗殺される2年前）に成立した。本書を皮切りに、翌前44年にかけて『善と悪の究極について』『トゥスクルム荘対談集』『義務について』など複数の哲学書が成立した。本書はそれらの序説の役割を果たした。
当時のキケロは、独裁者カエサルとの敵対、共和政ローマ崩壊の危機感、暗殺の予感、弟クイントゥスとの不和、妻テレンティアとの離婚、愛娘トゥッリアとの死別など、複数の苦難に直面していた。キケロはこれら苦難に対する解決策や心の救済を、哲学に見出していた。本書はその哲学を若者にすすめるという使命感から書かれた。同様のすすめは上記の哲学書の中でもおこなわれている。
本書の影響源として、アリストテレスとストア派のポセイドニオス両者の『哲学のすすめ』（プロトレプティコス）や、キケロが若年期に師事した中期プラトン主義者のアンティオコスの哲学（プラトン・アリストテレス・ストア派の折衷）があったと考えられる。

## 受容・伝来
彼のその書物は哲学へのすすめであり、『ホルテンシウス』と呼ばれる。この書物こそ私の気持ちを一変させ、主よ、私の祈りをあなた自身に向け、私の願いと望みとをまったく異なるものとした。—アウグスティヌス『告白』3.4.7（廣川洋一訳）
本書は成立後すぐに好評を博した。ローマ帝国期にも広く読まれ、キリスト教哲学者のラクタンティウスやアウグスティヌスにも受容された。アウグスティヌスは、19歳の時カルタゴの弁論術学校で本書に出会い、哲学を志すきっかけとなった、ということを複数の著作で述懐している。
本書が散佚した理由は定かでないが、おそらく古代末期の6世紀、キリスト教徒による異教文書弾圧が過熱する中で、その影響力の強さから目をつけられ積極的に廃棄されたと推測される。
本書の断片（逸文や証言）は約100個ある。断片の主な所在は、ノニウス・マルケルス、プリスキアヌスらの語句用例集的な辞書や文法学書、ラクタンティウス『神的教理』、アウグスティヌスの諸著作などである。キケロの他の著作にも本書への言及がある。
断片から本書を再構成する試みが、19世紀末以来おこなわれている。

## 内容
キケロの他の哲学書と同様、献呈相手や前書きを伴う対話篇だった。主な登場人物は、題名の由来でもあるホルテンシウス（キケロの好敵手の弁論家）と、キケロ本人、カトゥルス、ルクルスの4人である。
廣川洋一の再構成によれば、1「著者前置き」2「序章」3「ホルテンシウス対キケロの哲学をめぐる論争」4「キケロによる哲学のすすめ・終章」の4部構成からなる。著者前置きでは、献呈相手（名前は不明）への書簡形式で、哲学とは何か、哲学の有益性、哲学を今すすめる理由、世間の哲学嫌いに対する見解、などを述べる。序章をもって対話が始まり、カトゥルスの詩論、ルクルスの歴史論、ホルテンシウスの弁論術論などを経て、ホルテンシウスが哲学の弁証術などを批判、キケロがそれに反論、哲学のすすめを語り、終章をもって対話が終わる。
アリストテレス『哲学のすすめ』に由来するとされる思考実験「至福者の島」も含まれる。

## 日本語訳
- 廣川洋一『キケロ『ホルテンシウス』断片訳と構成案』岩波書店、2016年。ISBN 9784000611046。